# Kamrusepa
Kamrusepa - anatolijska bogini czarodziejka.
Utożsamiona z Katahziwuri (również Katahzipuri), partnerką boga burzy Ziparwy w panteonie palajskim. U Hetytów pełni już podrzędną rolę, lecz występuje w wielu mitach (m.in. uspokaja rozgniewanego Telepinu), często razem ze Słońcem.
Odczynia zaklęcia, odprawia rytuały oczyszczające, również uzdrawia choroby i bezpłodność.
Być może jej kult był związany z miastami Taurisa i Taniwanda. Bywa porównywana do babilońskiej Guli czy greckiej Kirke.